# 桃花寺
桃花寺，位于天津市蓟县渔阳镇桃花山上，是一座汉传佛教寺院。清朝曾在寺旁建有桃花寺行宫。

## 历史
桃花寺位于蓟县城东17华里的桃花山上，占地面积近30亩，始建于唐朝。明朝万历十五年重修。清朝乾隆九年（1745年）奉敕重修，并且在桃花寺旁边建成桃花寺行宫。乾隆帝《桃花寺行宫即目》中描写春游桃花寺行宫：“绿野润霑三月雨，绣岩芳斗一天春。”道光《蓟州志》记载：“桃花山，在州东十八里，山有桃花，放时较他处独先，以此得名。山半有涤襟泉，纡曲流绕，碧澄可爱。有刹名桃花寺。东接皇陵五十里，为銮舆必经之路。乾隆十八年建行宫于山半。”
桃花寺行宫分为东宫、西宫。东宫是居所。西宫在正殿的西侧，仿北京紫禁城而建，有正殿、配殿、朝房等数十间房。桃花寺行宫有乾隆帝御题八景：“湧晴雪、小九叠、吟清簌、坐霄汉、云外赏、涤襟泉、点笔石、绣云壁”。乾隆帝御题“清净法界”、“云外香台”、“忠贯人天”匾额悬挂桃花寺内。
《日下旧闻考》卷一百十七《京畿蓟州四》记载：

原：渔阳有桃花山，山顶有泉流绕山麓入泃河，泉上有桃花寺，自此十里沽河草桥诸水汇焉。（《名胜志》）
原：桃花山去蓟州南二舍，今城东别有桃花山桃花寺，寺傍亦有泉绕山而下，清浅可爱。（《长安客话》）
臣等谨按：桃花寺，乾隆九年奉勑重修，皇上御题八景曰涌晴雪、曰小九叠、曰吟清籁、曰坐霄汉、曰云外赏、曰涤襟泉、曰点笔石、曰绣云壁。寺内恭悬御书额曰：“清浄法界”，又额曰：“云外香台”，又关圣殿额曰：“忠贯人天”。 
增：桃花寺傍恭建行宫。（《蓟州册》）
增：乾隆十年御制桃花寺行宫作：招提据岭复，望望红霞殷。行宫构其旁，来往止顿便。昔我少年时，题诗松竹间。岁久日就圯，不复税征鞍。往往过其下，辄为重留连。去岁稍修治，剪除棘与萑。匪同赋经始，成亦不日焉。春风二月半，轻舆历蓟田。山容宛相迎，轩榭堪周旋。泉声共松韵，似话夙昔然。惟有绯桃花，含胎迟芳鲜。物应有深意，脉脉谁为宣。寂寥见赏稀，容华讵久妍。如来特拈来，示我如是禅。
增：又御制桃花寺八景以题为韵：（济南趵突泉为宇内名胜，然自平地涌出。此得之山半，尤奇。）澄澄汇鉴池，淙淙出乳穴。始讶古琴鸣，乍惜明珠裂。声色摐摐地，坐对两清绝。积素在高峰，是复湧晴雪。（右湧晴雪）
（飞厓悬水，冬夏不涸。康王谷、香垆峰，岂以大小殊观）曾闻峰有鹫，不数溪称霅。洗钵走白龙，之而振髯鬛。复如延津剑，騞然出其匣。底湏忆匡庐，爱兹小九叠。（右小九叠）
（倚松为轩，谡谡有韵）倚松架三楹，屏风抱其外。山灵茯苓润，风古笙簧会。偶来坐白昼，为我吹解带。是地可消夏，旦夕吟清籁。（右吟清籁）
（横槛据岑蔚处，远延野绿，披襟坐眺，良足摅我怀抱。）虚窗纳万景，揽结供吟翰。写雾出我楹，归云入我幔。触目契静悟，妙偈无全半。却爱考功诗，开襟坐霄汉。（右坐霄汉）
（寺以桃花名，政不必问武陵春色几许。因拈唐人语题之）有桃即武陵，何必寻源上（叶），忘俗即丹台，何必求方丈。虚斋古而朴，福地萧且爽。得彼环中妙，乐此云外赏。（右云外赏）
（山门左侧石窦间，有泉渟然，可鉴轮，广径三尺许，不假疏凿。）清泚呈圆照，虚明向远天。无山遮户外，有水到阶前。气合烟霞润，声谐竹柏传。尘缨无可濯，坐对涤襟泉。（右涤襟泉）
（盘山之胜以石，此其左障骨脉相属，往往露奇石。）藉松为伞盖，扫苔作茵席。俯眺一川白，平临众皱碧。时闻鹿鹤声，而无车马迹。得句即书之，恰有点笔石。（右点笔石）
（连峰列嶂行宫后，俨如画屏。杜陵绝壁过云开锦绣之句，殆为此设。）山川果有奇，图画真难敌。复岭翠且丹，壶天阒其寂。消闲临晋帖，习静观周易。物物皆达摩，面我绣云壁。（右绣云壁）
臣等谨按：桃花寺行宫及寺内八景御制诸诗，谨绎有关纪述者，恭载卷内，余不备录。
补：方豪游桃花寺诗：闻说桃花寺，征人兴不禁。桃花今不见，流水尚堪寻。石径穿云曲，僧房入树深。寂寥湏载酒，缓坐听秋禽。（《棠陵集》）
补：无名氏蓟州桃花寺题壁诗：旧有桃花树，人传寺故云。石危秋鹭上，滩远夜僧闻。汲井连黄叶，登台散白云。烧丹勾漏冷，无处不逢君。（《明诗综》）

清朝时，桃花寺行宫为皇帝谒东陵时驻跸之所。《畿辅通志》卷十五记载，清朝皇帝、后妃谒东陵时，自北京紫禁城出发后，“沿途以驻跸行宫之所凡四”，即烟郊行宫、白涧行宫、桃花寺行宫、隆福寺行宫。隆福寺行宫是到东陵之前的最后一处行宫，也是谒陵毕后还京的第一处行宫。
桃花寺及桃花寺行宫在中华民国时期被毁，仅存基址。蓟县马伸桥镇中学在翻修校舍时发现一块乾隆帝御制诗碑，据考证该碑原来在桃花寺行宫内。
按照计划，2010年7月底，桃花寺行宫恢复重建工程应当完工。该组建筑随后定名为“桃华寺”，在山门上悬挂“桃华寺”匾额。2010年9月初，按照计划桃华寺应当举办开光法会并对社会免费开放。2011年11月，桃华寺由释界诠担任负责人。2011年至2012年，蓟县渔阳镇人民政府在渔阳镇西马坊村北桃花山上又新建了桃华寺部分建筑。2012年，释界诠将桃华寺更名为“法华寺”，在山门上悬挂“法华寺”匾额。2014年国家宗教局公布了天津市的佛教、道教宗教活动场所，该寺的登记名称为“桃花寺”，负责人为释果颖。
天津市北辰区北仓镇桃花寺村也有一座桃花寺，与本寺无关。该寺据称曾接待过康熙帝、乾隆帝。

## 建筑
2011年至2012年新建后，该寺主要建筑有：
- 山门
- 天王殿
- 钟楼
- 祖师殿
- 观音殿
- 地藏殿
- 禅堂
- 大雄宝殿
- 藏经阁
- 万佛殿
- 其他建筑：居士房、警卫室、贵宾房、配电室、课堂、僧僚房、方丈院、大五观堂、法学院、小五观堂[8]